# Grégoire Maertens
Grégoire Aelbrecht Maertens, né le 1er janvier 1924 à Bruges, est un espérantiste flamand.

## Biographie
Grégoire Maertens nait le 1er janvier 1924 à Bruges, en Belgique, d’Alfons Maertens et Marie Maertens née Schoutteet.
Il travaille de 1945 à 1987 au ministère flamand des finances, d’abord comme employé de bureau, jusqu’à devenir directeur de 1980 à 1987.